# Distrikt Marmot
Der Distrikt Marmot liegt in der Provinz Gran Chimú in der Region La Libertad in West-Peru. Der Distrikt wurde am 14. Mai 1876 gegründet. Er hat eine Fläche von 300,25 km². Beim Zensus 2017 wurden 2407 Einwohner gezählt. Im Jahr 1993 lag die Einwohnerzahl bei 3115, im Jahr 2007 bei 2441. Verwaltungssitz des Distriktes ist die 2200 m hoch gelegene Ortschaft Compin (oder Compín) mit 508 Einwohnern (Stand 2017). Compin liegt 32 km südöstlich der Provinzhauptstadt Cascas.

## Geographische Lage
Der Distrikt Marmot liegt an der Westflanke der peruanischen Westkordillere im Südwesten der Provinz Gran Chimú. Der Distrikt wird im Nordosten und Norden vom Río Chicama begrenzt. Im Südwesten verläuft ein bis zu 4290 m hoher Gebirgszug entlang der Distriktgrenze.
Der Distrikt Marmot grenzt im Südwesten an den Distrikt Sinsicap (Provinz Otuzco), im Nordwesten an den Distrikt Chicama (Provinz Ascope), im Norden an den Distrikt Cascas, im Nordosten an den Distrikt Lucma sowie im Südosten an den Distrikt Otuzco (Provinz Otuzco).

## Ortschaften
Neben dem Hauptort Compin gibt es folgende größere Ortschaften im Distrikt:
- Cerro Negro (359 Einwohner)
- Huancay (373 Einwohner)
- Las Palmas
- Septen (204 Einwohner)